# Semana Mundial do Aleitamento Materno

Símbolo Internacional do Aleitamento Materno

A Semana Mundial do Aleitamento Materno, oficialmente estabelecida pela OMS / UNICEF em 1992, é atualmente o movimento social mais difundido em defesa do aleitamento materno. É comemorado em mais de 120 países, de 1 a 7 de agosto, aniversário da Declaração de Innocenti, assinada pela Organização Mundial da Saúde (OMS) e pelo Fundo das Nações Unidas para a Infância (UNICEF) em agosto de 1990 para a proteção, promoção e apoio ao aleitamento materno.